# Anca Paliu Dragu
Pour les articles homonymes, voir Dragu.
Anca Paliu Dragu, née le 3 mai 1972, est une femme politique et économiste roumaine.
Entre le 17 novembre 2015 et le 4 janvier 2017, elle est ministre des Finances publiques au sein du gouvernement Cioloș. Elle est élue présidente du Sénat le 22 décembre 2020.

## Biographie
Économiste de formation, Anca Paliu Dragu travaille au Bureau régional pour la Roumanie et la Bulgarie du Fonds monétaire international de 2001 à 2013, puis au Directoire général de l'économie et de la finance de la Commission européenne.